# Diplocorie

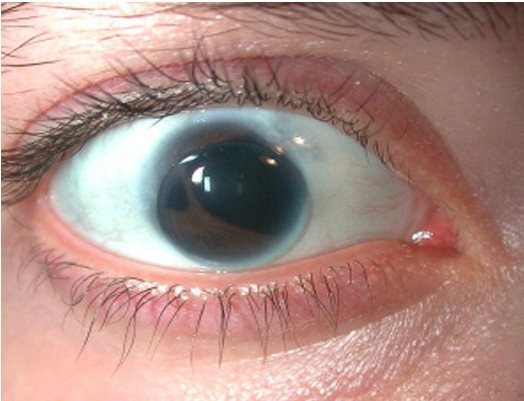
imagerie oculaire montrant une polycorie

La polycorie ou diplocorie est un état pathologique de l'œil caractérisé par plus d'une ouverture pupillaire dans l'iris. Elle peut être congénitale ou résulter d'une maladie affectant l'iris. Il en résulte une diminution de la fonction de l'iris et de la pupille, affectant l'œil physique et la visualisation.
Au début de l'histoire de la Chine, les doubles pupilles étaient considérées comme un signe qu'un enfant deviendrait un grand roi ou un sage.

## Épidémiologie
La polycorie est extrêmement rare et d'autres conditions sont souvent confondues avec elle,. La polycorie est souvent congénitale, mais n'est diagnostiquée qu'à l'âge adulte. La cause générale de la polycorie est inconnue, mais il existe d'autres affections oculaires associées à la polycorie. Celles-ci incluent (mais rarement) les cataractes, le glaucome, les cils anormalement longs, le développement anormal des yeux et une mauvaise vision[réf. nécessaire].
Il y a eu des cas diagnostiqués de l'âge de trois ans à l'âge adulte. La prévalence de la vraie polycorie est minime. Les deux types de polycorie sont la vraie polycorie et la fausse pseudopolycorie.
Il n'existe aucune tendance connue ou proposée concernant les occurrences de la polycorie en fonction de l'emplacement géographique, de l'âge, du sexe ou de la saison.

## La vraie polycorie
En cas de véritable polycorie, il existe une pupille supplémentaire qui a tendance à réagir à la lumière et aux médicaments. Pour être considérée comme une vraie polycorie, la pupille supplémentaire et la pupille principale doivent se dilater et se contracter simultanément sous l'effet de déclencheurs tels que la lumière et les médicaments administrés. La pupille étrangère se trouve à environ 2,5 mm de la pupille principale. En cas de vraie polycorie, le muscle sphincter est intact, ce qui permet de contracter et de dilater les pupilles. Dans un œil sans polycorie, le muscle sphincter est une partie de l'iris qui a pour fonction de resserrer et de dilater la pupille. [réf. à confirmer] Un patient atteint de véritable polycorie éprouve une vision handicapée ainsi qu'une stimulation de la rétine en réponse à des lumières vives.
Il est dit que le terme "véritable polycorie" est surutilisé. Il est utilisé correctement lorsqu'il s'agit de déformations congénitales de l'iris. Souvent, la « véritable polycorie » est utilisée alors qu'il s'agit en fait d'un cas de pseudopolycorie.

## Pseudopolycorie
Bien que moins rare que la vraie polycorie, la pseudopolycorie reste très rare. Dans le cas de pseudopolycorie, il existe une "constriction passive" qui différencie la pupille supplémentaire de la vraie pupille lors de la constriction et de la dilatation. La pupille supplémentaire dans la pseudopolycorie est différente de la pupille supplémentaire dans la vraie polycorie car elle présente des défauts indépendants des muscles du sphincter.[réf. nécessaire] La pseudopolycorie est souvent associée au syndrome de Seckel, à la dystrophie polymorphe postérieure et au glaucome juvénile.
La pseudo-polycorie consiste en des dédoublements de l'iris qui ne sont pas contingents avec les muscles sphincters à la racine de l'iris.

## Symptômes et diagnostics
Lorsqu'un patient est diagnostiqué avec une polycorie, les signes et symptômes présentés sont associés à des anomalies de croissance oculaires et annexielles. L'iris et la pupille deviennent moins efficaces. Les signes peuvent être présents en tant qu'enfant; cependant, le patient peut être diagnostiqué plus tard dans sa vie. Cette condition entraîne un développement anormal des deux yeux ou un seul.
À l'examen visuel, le patient a généralement des cils excessivement longs. L'iris devient hypoplasique, ce qui donne des pupilles de forme anormale avec des cryptes proéminentes. Les cryptes sont de petites lignes sinueuses qui rayonnent autour de la pupille ; avec cette condition, on peut voir des ouvertures épaisses rondes ou ovales.
Lors du diagnostic, les signes mènent aux symptômes lorsqu'il y a plus d'un ensemble de muscles de l'iris, qui contrôle la quantité de lumière qui entre dans l'œil. Lorsque l'iris se déforme, il perturbe le contrôle de la lumière entrante, entraînant une vision floue et des difficultés à concentrer sa vue sur un point précis. Des cataractes polaires seront également présentes dans cette condition où une malformation ronde et opaque de fibres de lentille déformées est située dans la partie centrale postérieure du cristallin montrant une déformation. La cécité peut également être due à une lésion du nerf optique due au glaucome.

## Traitement
La polycorie a été liée à la génétique héréditaire et également associée aux cataractes polaires, au glaucome et au décollement de la rétine. Tous les cas ne sont pas traités pour cette anomalie de l'iris, mais lorsque les cas sont traités, le seul traitement est une intervention chirurgicale. Si une intervention chirurgicale est  effectuée, il est fortement recommandé de suivre une surveillance oculaire à vie. Les interventions chirurgicales envisagées sont la correction chirurgicale, la chirurgie intraoculaire et/ou le rapprochement, comme s'il s'agissait d'un traitement pour un glaucome ou un décollement de la rétine. Les enfants de moins de 3 ans, qui n'ont pas recours à la chirurgie, ont réagi positivement aux gouttes mydriatiques/cycloplégiques, qui permettent aux sphincters oculaires séparés de se dilater et de se contracter ensemble. Cela permet un meilleur équilibre de l'acuité visuelle non corrigée. Une incision limbique de 1 mm est pratiquée, une spatule est insérée sur le côté pour élever les deux pupilles (en évitant le contact avec le cristallin) et le tissu de l'iris serait coupé à l'aide d'un matériau viscoélastique. Enfin, les incisions limbiques sont fermées avec une hydratation stromale et du céfuroxime intracamérulaire est appliqué.

### Technique chirurgicale
Il y a eu des cas où il existe différentes techniques d'interventions chirurgicales et peuvent être effectuées sur des enfants et des adultes. L'une des techniques de réparation consiste à utiliser une suture en polypropylène à deux bras, la suture étant laissée à l'extérieur sur la sclère avec un nœud enfoui dans le rabat scléral. Cette technique permet la fixation postérieure des implants intraoculaires en l'absence de support capsulaire Une autre technique de chirurgie est appelée pupilloplastie où le patient est placé sous anesthésie rétrobulbaire avec les pupilles dilatées avec 1% de tropicamide.

## Pronostic

### Soins postopératoires
Une solution saline hypertonique utilisée comme collyre peut être utilisée pour réduire l'œdème cornéen, une utilisation de topiques anti-glaucomateux pour aider à améliorer l'œdème cornéen et de suppresseurs aqueux accompagnés de myotiques, notamment les bêta-bloquants topiques, les antagonistes alpha et les inhibiteurs de l'anhydrase carbonique. Antibiotiques et gouttes de stéroïdes pendant 4 semaines après la chirurgie.

### Complications et avantages
Les complications des interventions chirurgicales sont:
- Une possible érosion des sutures à travers la sclérotique, la conjonctive ou les deux[13].
- Une inflammation intraoculaire mineure pendant et après la chirurgie[5].
- Une amélioration de l'acuité visuelle de loin et de près, petits défauts entourant les muscles du sphincter et marges pupillaires normales[7].

## Prévention
Il n'existe aucune mesure préventive connue pour la polycorie, mais les tests génétiques peuvent révéler des schémas génétiques de la maladie.[réf. nécessaire] Des conditions telles qu'une épaisseur réduite de la cornée sont observées chez les personnes atteintes de polycorie, ainsi que de kératocône (le kératocône est une maladie de la cornée pouvant entraîner la cécité et/ou l'astigmatisme)[réf. nécessaire]. Cependant, il existe certaines propositions selon lesquelles il est causé par une dissociation des marges de la pupille, un colobome partiel qui est un trou dans l'œil ou une composition anormale du tissu oculaire.

## Causes
Il n'existe aucun mécanisme direct connu impliqué dans le développement d'une véritable polycorie ou d'une pseudopolycorie. Il a été suggéré que lorsque le muscle sphincter est entièrement formé et développé dans l'œil, cela peut mener à la séparation des bords de la pupille, ce qui permet de faire la distinction entre la pupille supplémentaire et la pupille principale. La polycorie peut également être causée par n'importe quel trou dans l'iris pour entraîner un développement musculaire du sphincter. Une autre théorie proposée sur la cause de la polycorie est le traumatisme intra-utérin ou le traumatisme post-partum de l'iris.
Si le développement de l'iris est entravé, l'ectoderme de l'œil (qui forme le cristallin et l'épithélium cornéen) peut se fendre, ce qui pourrait entraîner une pseudopolycorie.

## Génétique
Le gène qui est à l'origine de ce trouble est le gène PRDM5. Le gène PRDM5 a également été lié au syndrome de la cornée fragile, qui est un trouble tissulaire de l'œil, ainsi qu'au syndrome d' Axenfeld. PRDM5 joue un rôle crucial dans la composition moléculaire de l'œil, ainsi que dans l'épaisseur des tissus. Le syndrome d'Axenfeld survient chez le patient en cas de mutation du gène FOXC1, qui est une mutation hétérozygote.

## Histoire
Étant donné que la vraie polycorie et la pseudopolycorie sont si rares, il n'y a pas beaucoup d'histoire sur les troubles dans la tradition de la médecine occidentale moderne. Selon un article publié en 2002, il n'y aurait eu que 2 cas de vraie polycorie depuis 1966.
L'histoire chinoise ancienne quant à elle, nomme plusieurs personnages légendaires comme ayant des pupilles doubles, ce qui a conduit à la croyance qu'un enfant né de deux pupilles doubles était destiné à être un grand roi ou un sage.
Xiang Yu, Hégémon de Chu, frère de sang et plus tard ennemi juré de Liu Bang, l'empereur fondateur de la dynastie Han, a reçu une grande estime en raison de ses prouesses au combat et de sa double pupilles de bon augure.
Après avoir renversé la dynastie Qin ensemble, il a été nommé Hégémon de la série de royaumes qu'il a créés dans son sillage, tandis qu'il a donné à Liu Bang la lointaine province de Han.
La guerre civile qui s'ensuivit, appelée Guerre Chu-Han, se termina par une victoire Han et un dernier combat légendaire de l'hégémon.